# 堅杜拜

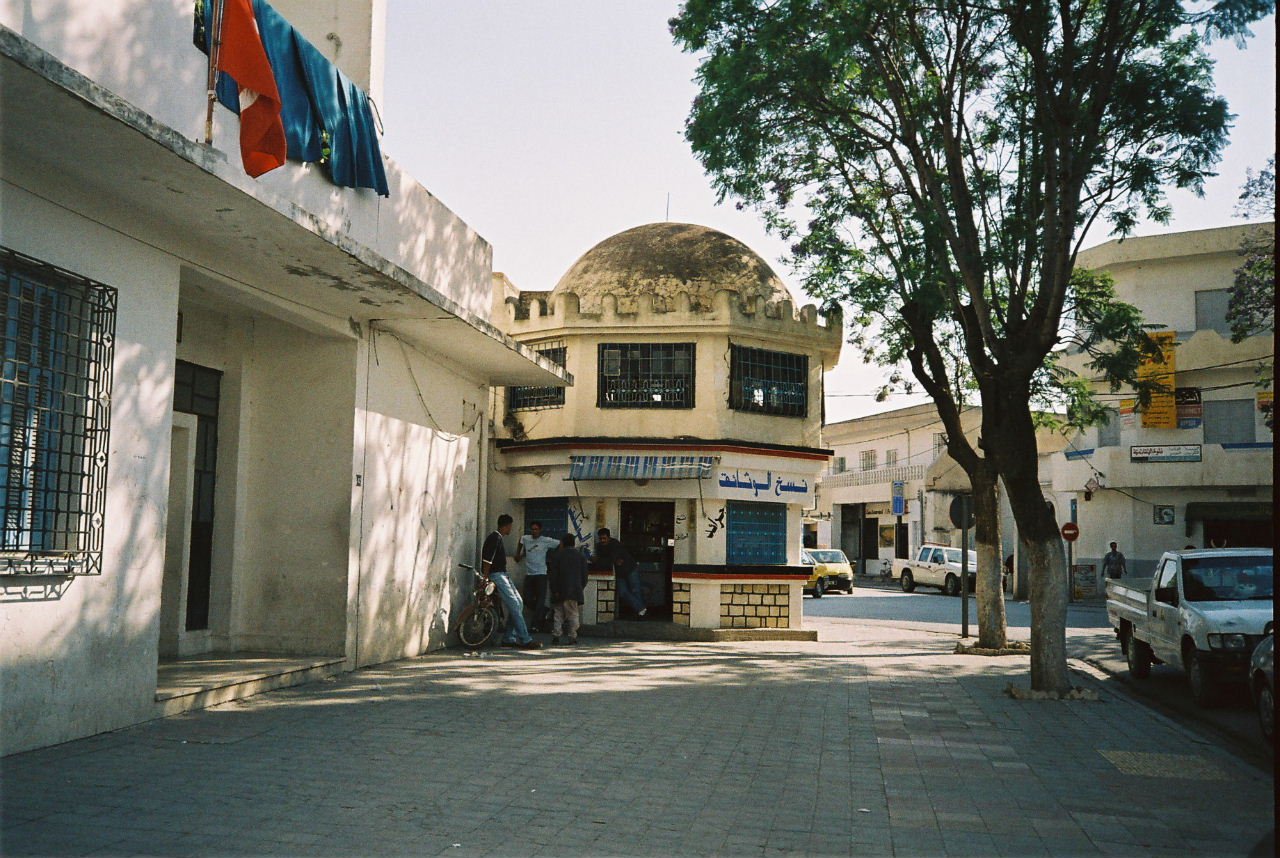

堅杜拜（阿拉伯语：‎）是突尼西亞的城市，也是堅杜拜省的首府，位於該國西北部，距離首都突尼斯市150公里，海拔高度143米，主要經濟活動是農業。2004年統計人口為43,997人。